# La mosca (película de 1986)
La mosca (título original en inglés: The Fly) es una película estadounidense del año 1986 dirigida por David Cronenberg, y protagonizada por Jeff Goldblum junto a Geena Davis y John Getz. Esta película es una nueva versión de la película de 1958 La mosca dirigida por Kurt Neumann, que a su vez se basó en el relato corto de George Langelaan.
La película tuvo una secuela, La mosca II (The Fly II), en 1989, y ambas películas pertenecen al subgénero de la ciencia ficción biopunk.
En noviembre de 2024 se anunció que 20th Century Studios está desarrollando una película derivada de La mosca, escrita y dirigida por Nikyatu Jusu.

## Argumento
Seth Brundle (Jeff Goldblum), un científico brillante pero excéntrico, conoce a Veronica Quaife (Geena Davis), una periodista de ciencias, en un evento de prensa organizado por la empresa que patrocina su trabajo. Él la lleva a su hogar y laboratorio donde le muestra su invento: Un par de cabinas denominadas “Telepods” que permiten la teletransportación instantánea de una cabina a otra. Brundle convence a Veronica de mantener su invento en secreto a cambio de los derechos exclusivos de la historia y ella empieza a documentar su trabajo. Aunque los telepods pueden transportar objetos inanimados, estos mutilan tejidos vivos, como es demostrado cuando un babuino vivo es destrozado durante una teletransportación.
Mientras trabajan, Seth y Veronica empiezan una relación. Su primer encuentro sexual inspira a Brundle a reprogramar el telepod para tratar con tejidos vivos, y él exitosamente teletransporta a un segundo babuino. Veronica se marcha antes de que puedan celebrar y Seth se preocupa que ella pueda reiniciar su relación con su expareja y editor, Stathis Borans (John Getz). En realidad, Veronica ha ido a confrontar a Stathis acerca de una amenaza velada, provocada por sus celos hacia Brundle, de publicar la historia sobre el telepod sin su consentimiento. Brundle decide teletransportarse solo, sin saber que una mosca ha entrado en la cabina transmisora con él, y emergiendo de la cabina receptora aparentemente normal.
Brundle y Veronica se reconcilian. Brundle empieza a exhibir gran fuerza, energía y potencia sexual, lo cual cree que es el resultado de la teletransportación, que ha “purificado” su cuerpo. Comienza a consumir azúcar en exceso y Veronica se preocupa con respecto a los cambios en el carácter de Seth y por los vellos duros y erizados que están creciendo en su espalda. Seth se vuelve violento y arrogante, insistiendo que el proceso de teletransportación es beneficioso e intenta forzar a Veronica a teletransportarse también. Cuando ella se niega, él se marcha, va a un bar y participa en un campeonato de pulsos, dejando a su oponente con una fractura abierta. Conoce a una mujer llamada Tawny y la lleva a casa, donde Veronica de regreso la rescata de ser teletransportada a la fuerza. Brundle expulsa a Veronica, pero más tarde, cuando sus uñas empiezan a caerse, comprende que realmente algo salió mal en el proceso de teletransportación. Revisa los registros de su computadora y descubre que la computadora del telepod, confundida por la presencia de dos formas de vida en la cabina transmisora, lo unió con la mosca a nivel genético-molecular.
Brundle sigue deteriorándose, perdiendo partes del cuerpo y estatura, volviéndose menos humano en aspecto. Cuando unas semanas más tarde se reconcilia con Veronica, teoriza ante ella que se está transformando en “Brundlefly”, un híbrido de humano e insecto. También ha empezado a vomitar enzimas digestivas sobre su comida para disolverla y ha obtenido la habilidad de subirse por muros y techos. Reconoce que está perdiendo su razón y compasión humana, motivado por impulsos primitivos que no puede controlar.
Brundle instala un programa de fusión en la computadora del telepod, planeando diluir los genes de mosca en su cuerpo al fusionarse con otra fuente de ADN humano. Veronica se entera de que está embarazada de Brundle y tiene una pesadilla en la que da a luz a una larva gigante. Le pide a Stathis que la lleve a un doctor para que este le haga un aborto en la mitad de la noche. Al escuchar la conversación, Brundle los sigue y secuestra a Veronica de la clínica antes de que el aborto se lleve a cabo y de regreso, le implora que de a luz al niño, ya que puede ser lo último que le quede de humanidad. Stathis irrumpe en el laboratorio de Brundle con una escopeta, pero Brundle lo deja inconsciente y usa su vómito corrosivo para disolver su mano y su pie, deteniéndose cuando le iba a vomitar sobre el rostro cuando Veronica le grita que se detenga.
Brundle le revela su desesperado plan a Veronica: utilizar los telepods para fusionarse con ella, junto con su niño no nato, en una sola entidad confiando que así el ser en que se conviertan sea mayormente humano. Mientras Brundle la arrastra a uno de los telepods, su metamorfosis se completa, su piel cae a pedazos y se transforma en una mosca mutante que arroja a Veronica adentro del primer telepod y él entra en el otro. El lastimado Stathis logra recuperar su escopeta para disparar y cortar los cables que conectan el telepod de Veronica a la computadora, permitiendo que ella escape antes que la cuenta regresiva termine. Brundlefly intenta salir de su cabina antes de que se inicie el proceso, pero este se activa mientras esta saliendo y es grotescamente fusionado con la puerta metálica y el cableado del segundo telepod. El mortalmente herido híbrido de Brundlefly y telepod se arrastra fuera de la cabina receptora, y silenciosamente le pide a Veronica que acabe con su sufrimiento, por lo que Veronica entre lágrimas le dispara en la cabeza, mientras Stathis mira.

## Reparto
- Jeff Goldblum como Seth Brundle.
- Geena Davis como Veronica "Ronnie" Quaife.
- John Getz como Stathis Borans.
- Joy Boushel como Tawny.
- Leslie Carlson como Dr. Brent Cheevers.
- George Chuvalo como Marky.
- David Cronenberg como un ginecólogo.

## Música
La música de La mosca fue compuesta y dirigida por Howard Shore, e interpretada por la Orquesta Filarmónica de Londres. Esta fue lanzada en disco, casete y disco compacto (con tres pistas adicionales incluidas exclusivamente en este último) por Varese Sarabande, y en 2005 fue remasterizado y reeditado en uno de dos discos con el álbum de Christopher Young para La mosca II.
Los títulos en "negrita" son exclusivos del CD lanzado.
1. Main Title 1:54
2. Plasma Pool 1:54
3. The Last Visit 2:25
4. Stathis Enters 2:20
5. The Phone Call 2:07
6. Seth Goes Through 2:02
7. Ronnie Comes Back 0:55
8. The Jump 1:21
9. Seth and the Fly 2:21
10. Particle Magazine 1:02
11. The Armwrestle 0:51
12. Brundlefly 1:43
13. Ronnie's Visit 0:35
14. The Street 0:43
15. The Stairs 1:25
16. The Fingernails 2:35
17. Baboon Teleportation 0:58
18. The Creature 2:08
19. Steak Montage 0:59
20. The Maggot/Fly Graphic 1:37
21. Success With Baboon 0:58
22. The Ultimate Family 1:59
23. The Finale 2:51

## Recepción
La película recibió críticas positivas de parte de la crítica especializada, así como de la audiencia. En el sitio web Rotten Tomatoes la película tiene una aprobación de 91%, basada en 57 reseñas, mientras que de parte de la audiencia tiene una aprobación de 82%.
En Metacritic la película tiene una calificación de 79 sobre 100, basada en 11 reseñas, indicando "reseñas generalmente favorables". En IMDb tiene una puntuación de 7.5 basada en más de 118 000 votos.

## Fechas de estreno mundial
| País                                                                          | Fecha de estreno              |
| ----------------------------------------------------------------------------- | ----------------------------- |
| Alemania                                                                      | Jueves 8 de enero de 1987     |
| Argentina                                                                     | Jueves 19 de febrero de 1987  |
| Australia                                                                     | Jueves 8 de enero de 1987     |
| Austria                                                                       | Viernes 9 de enero de 1987    |
| Bélgica                                                                       | Miércoles 14 de enero de 1987 |
| Belice · Costa Rica · El Salvador · Guatemala · Honduras · Nicaragua · Panamá | Miércoles 27 de mayo de 1987  |
| Bolivia                                                                       | Jueves 2 de julio de 1987     |
| Brasil                                                                        | Jueves 16 de abril de 1987    |
| Chile                                                                         | Viernes 23 de enero de 1987   |
| Chipre                                                                        | Jueves 26 de marzo de 1987    |
| Colombia                                                                      | Jueves 5 de marzo de 1987     |
| Dinamarca                                                                     | Viernes 30 de enero de 1987   |
| Egipto                                                                        | Lunes 7 de marzo de 1988      |
| España                                                                        | Lunes 9 de febrero de 1987    |
| Estados Unidos · Canadá                                                       | Viernes 15 de agosto de 1986  |
| Filipinas                                                                     | Sábado 10 de enero de 1987    |
| Finlandia                                                                     | Viernes 16 de enero de 1987   |
| Francia                                                                       | Miércoles 21 de enero de 1987 |

| País                | Fecha de estreno                  |
| ------------------- | --------------------------------- |
| Grecia              | Jueves 26 de marzo de 1987        |
| Hong Kong           | Jueves 9 de octubre de 1986       |
| India               | Viernes 24 de junio de 1988       |
| Israel              | Viernes 6 de febrero de 1987      |
| Italia              | Viernes 9 de enero de 1987        |
| Jamaica             | Miércoles 21 de enero de 1987     |
| Japón               | Sábado 17 de enero de 1987        |
| Malasia             | Miércoles 24 de diciembre de 1986 |
| México              | Viernes 22 de mayo de 1987        |
| Noruega             | Jueves 21 de mayo de 1987         |
| Nueva Zelanda       | Viernes 20 de febrero de 1987     |
| Países Bajos        | Jueves 15 de enero de 1987        |
| Perú                | Jueves 18 de junio de 1987        |
| Portugal            | Viernes 6 de febrero de 1987      |
| Puerto Rico         | Jueves 13 de noviembre de 1986    |
| Reino Unido Irlanda | Viernes 13 de febrero de 1987     |
| Singapur            | Miércoles 31 de diciembre de 1986 |
| Sudáfrica           | Viernes 31 de octubre de 1986     |
| Suecia              | Viernes 16 de enero de 1987       |
| Suiza               | Miércoles 21 de enero de 1987     |
| Tailandia           | Sábado 21 de marzo de 1987        |
| Taiwán              | Sábado 15 de noviembre de 1986    |
| Uruguay             | Jueves 17 de septiembre de 1987   |
| Venezuela           | Miércoles 4 de febrero de 1987    |

## Premios y nominaciones
La mosca fue nominada a los premios de la tabla a continuación. Muchos fanáticos del género y críticos de cine de la época pensaron que la actuación de Jeff Goldblum era digna de una nominación al premio Óscar al Mejor Actor, pero esto no se concretó aunque si ganó el Saturn al Mejor Actor. Gene Siskel subsecuentemente declaró que probablemente Goldblum fue "cortado" de una posible nominación ya que los votantes más antiguos de la academia no consideraban los films de horror relevantes.
| Premio                | Categoría                    | Persona                      | Resultado |
| --------------------- | ---------------------------- | ---------------------------- | --------- |
| Premio de la Academia | Mejor Maquillaje y Peinados  | Chris Walas & Stephan Dupuis | Ganador   |
| BAFTA Award           | Mejor Maquillaje y Peinados  | Chris Walas & Stephan Dupuis | Nominado  |
| Hugo Award            | Mejor Presentación Dramática | La mosca                     | Nominado  |
| Saturn Award          | Mejor Actor                  | Jeff Goldblum                | Ganador   |
| Saturn Award          | Mejor Actriz                 | Geena Davis                  | Nominado  |
| Saturn Award          | Mejor Maquillaje             | Chris Walas                  | Ganador   |
| Saturn Award          | Mejor Película de Horror     | La mosca                     | Ganador   |
| Saturn Award          | Mejor Director               | David Cronenberg             | Nominado  |